# Lille Per
Lille Per er en fiktiv person i fænomenet Far til fire. I de originale film indspillet fra 1953-1961 spilles Lille Per af Ole Neumann. I filmen fra 1971 spilles han af Bo Andersen, mens han i den nye generation af film spilles af Kasper Kesje. I den oprindelige tegneserie fremstilles Lille Per som en lille dreng med store øjne, strittende mørkt hår og i mange tilfælde iklædt rullekravesweater og en lille tophue. Sådan fremstilles han i øvrigt også i filmene.
Per har en trofast følgesvend – Elefanten "Bodil Kjer" (en tøjdyrselefant på hjul) opkaldt efter skuespilleren Bodil Kjer.